# Belaskoain
Belaskoain (oficialment en castellà, Belascoáin) és un municipi de Navarra, a la comarca de Cuenca de Pamplona, dins la merindad de Pamplona.

## Demografia
| Evolució demogràfica                                  | Evolució demogràfica | Evolució demogràfica | Evolució demogràfica | Evolució demogràfica | Evolució demogràfica | Evolució demogràfica | Evolució demogràfica | Evolució demogràfica | Evolució demogràfica | Evolució demogràfica |
| 1996                                                  | 1998                 | 1999                 | 2000                 | 2001                 | 2002                 | 2003                 | 2004                 | 2005                 | 2006                 | 2007                 |
| ----------------------------------------------------- | -------------------- | -------------------- | -------------------- | -------------------- | -------------------- | -------------------- | -------------------- | -------------------- | -------------------- | -------------------- |
| 96                                                    | 102                  | 102                  | 103                  | 107                  | 110                  | 116                  | 119                  | 120                  | 115                  | 113                  |
| Fonts: Belaskoain i Institut d'Estadística de Navarra |                      |                      |                      |                      |                      |                      |                      |                      |                      |                      |